# Castelo de Xivert

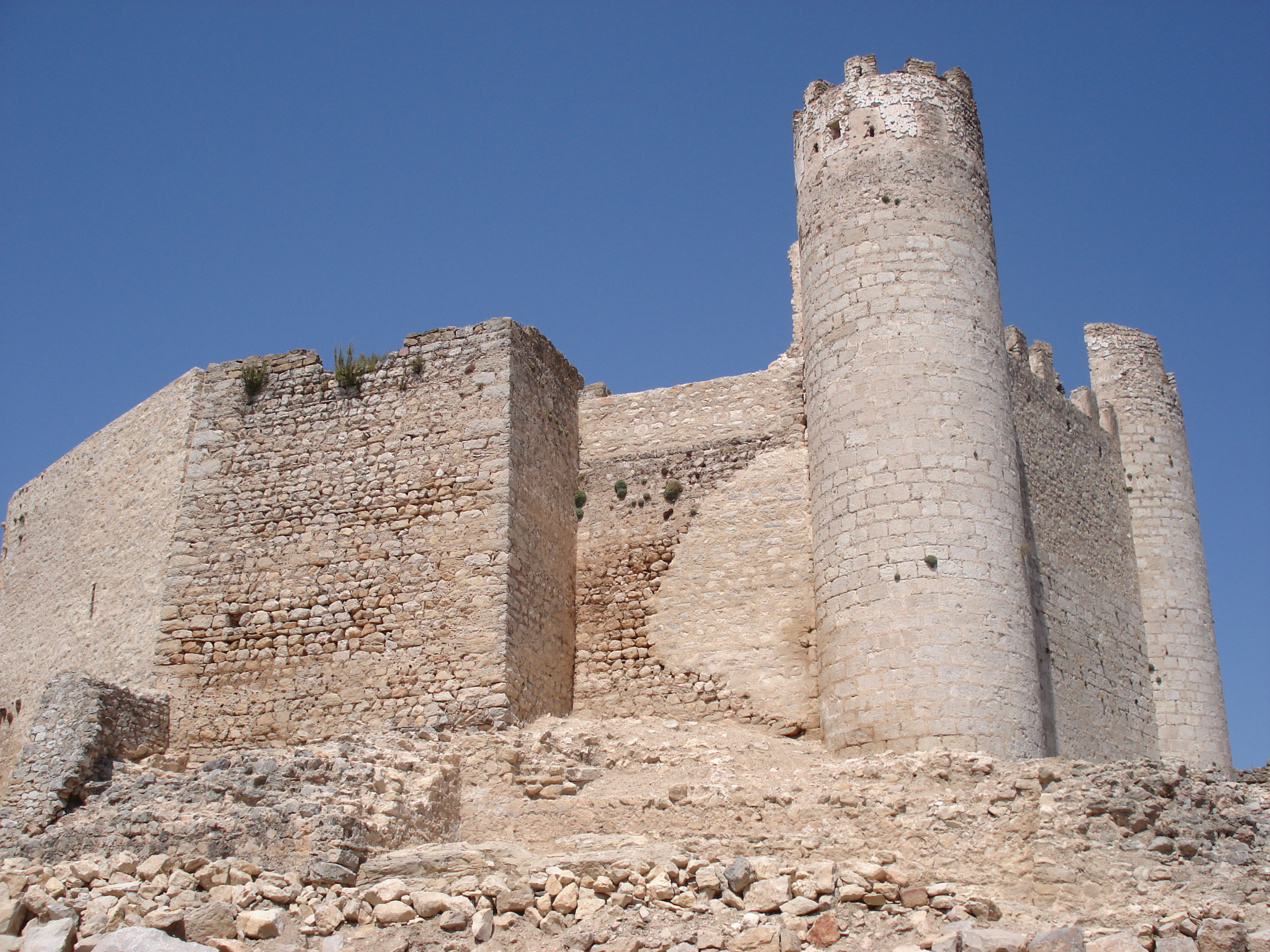
Castelo de Xivert, Espanha.

O Castelo de Xivert localiza-se no município de Alcalà de Xivert, província de Castellón, na comunidade autónoma da Comunidade Valenciana, na Espanha.

## História
Em posição dominante no alto de uma serra de Irta, de onde se avista a paisagem circundante até ao mar, a primitiva ocupação humana de seu sítio remonta aos séculos XIV ou XIII a.C..
O castelo remonta a uma fortificação muçulmana erguida entre os séculos X e XI.
No contexto da Reconquista cristã da região, ainda na posse dos muçulmanos, o castelo e seus domínios foram doados por Afonso II de Aragão, em 1169, à Ordem dos Templários, que dele tomou posse, eventualmente, em algum momento no século XIII, quando foi reformado, adquirindo a sua actual feição. A partir de então tornou-se no centro de um bailiato, vindo a fomentar o povoamento da região recorrendo à concessão de cartas de foral. A povoação de Alcalà de Xivert foi fundada em 1251, e as de Alcocebre, Almedijar e Castellnou em 1261.
Diante da extinção da Ordem, no início do século XIV o castelo e seus domínios passaram para a Ordem de Montesa. Com a expulsão das populações mouriscas da península, em 1610, a sua importância diminuiu considerávelmente e foram anexados ao termo de Alcalà de Xivert em 1632.
Abandonado no século XVIII, o castelo encontra-se actualmente em ruínas. Pesquisas arqueológicas trouxeram à luz do dia as fundações da capela, das cavalariças e da cozinha.

## Características
O conjunto apresenta duas partes distintas entre si: a muçulmana e a cristã. A primeira comprende o recinto muralhado externo, onde se destacam alguns lances extensos em taipa, rematados por ameias, acedido pela porta do Albácar. No seu interior encontra-se a cisterna muçulmana e bons exemplos da arquitectura doméstica muçulmana, com destaque para uma inscrição epigráfica em língua árabe no muro Sudoeste: "para o reencontro com Deus". Na cota mais alta ergue-se a fortificação templária, amparada por diversos torreões, que contava com dependências espaçosas, capela e cavalariças. Aqui destacam-se as torres de planta circular, a muralha de cantaria de pedra e a cisterna cristã, com abóbada rebaixada.